# Trsino
Trsino ou Crnino (en macédonien Трсино) est un village de l'est de la Macédoine du Nord, situé dans la municipalité de Vinitsa. Le village comptait 730 habitants en 2002.

## Démographie
Lors du recensement de 2002, le village comptait :
- Macédoniens : 723
- Turcs : 7